# Nappe de Digne
La nappe de Digne est une formation géologique de type nappe de charriage, localisée dans les préalpes de Digne. Elle va de Gap au nord à Digne-les-Bains et Castellane au sud. Épaisse de près de 5 000 mètres, elle correspond à un déplacement vers le sud-ouest de cette dalle ; elle est caractérisée par l'épaisseur de la succession des couches du Jurassique inférieur et moyen (de l'ordre de 2 000 mètres).